# Drew Holland
Pour les articles homonymes, voir Holland.
Drew Holland est un joueur américain de water-polo né le 11 avril 1995 à Berkeley, en Californie. Il a remporté avec l'équipe des États-Unis la médaille de bronze du tournoi masculin aux Jeux olympiques d'été de 2024, organisés à Paris.